# Gizáni
A gizáni (Ladigesocypris ghigii vagy Squalius ghigii, görög nyelven Γκιζάνι)  édesvízi hal a pontyfélék családjából.  Rodosz szigetén endemikus faj.
Néhány szerző szerint a törökországi Squalius irideus és Ladigesocypris mermere ennek a fajnak az alfajai.

## Előfordulása
5 °C-30 °C fokos édesvízben él.
Természetes élőhelye az időszakos folyók, patakok, édesvizű mocsarak, források és vízduzzasztók. Élőhelyeinek elvesztése miatt fenyegetett státusú.

## Megjelenése
Maximális mérete 6,5 cm lehet.

## Életmódja
Mindenevő, gerinctelenekkel és növényekkel táplálkozik. A nyári száraz évszak alatt nagy tömegekben pusztul el.